# أدقس
أدقس تجمع سكاني حول جبل أدقس، تتبع محافظة وادي الفرع التابعة لإمارة منطقة المدينة المنورة. تقع في جنوب المدينة المنورة، وتبعد عنها قرابة 110 كم.